# Рей Боуден
Рей Боуден (англ. Ray Bowden, 13 вересня 1909, Лоое — 23 вересня 1998, Плімут) — англійський футболіст, що грав на позиціях нападника й інсайда.
Виступав, зокрема, за «Арсенал», з яким став дворазовим чемпіоном Англії, володарем Кубка Англії, а також дворазовим володарем Суперкубка Англії з футболу. Крім того, виступав за національну збірну Англії.

## Клубна кар'єра
Боуден народився в містечку Лу, Корнволл, і після закінчення школи працював клерком повіреного. Він розпочав свою футбольну кар'єру в місцевому аматорському клубі «Лу», за який він забив понад 100 голів за один сезон, у тому числі 10 в одному матчі. Він був помічений представниками «Плімута» і підписав з ними аматорський контракт в 1926 році, а наступного року став професіоналом. Маючи лише 17 років, Боуден дебютував у основній команді в березні 1927 року. Після двох ігор у наступному сезоні, де він забив чотири голи, він зайняв позицію центрального форварда на початку сезону 1928/29 років і забив 20 голів у 29 матчах Третього дивізіону Південь. У наступному сезоні 1929/30 років його 18 голів у 28 матчах чемпіонату допомогли клубу посісти перше місце й піднятися до Другого дивізіону. Там він провів ще три сезони і 1933 року залишив клуб, забивши загалом за клуб 82 голи у 145 матчах чемпіонату.
У березні 1933 року за 4500 фунтів стерлінгів перейшов у «Арсенал» Герберта Чепмена, де мав замінити вікового нападника Девіда Джека. Він забив два голи в семи матчах Першого дивізіону, що залишились до кінця сезону 1932/33, проте цього виявилось недостатньо для медалі переможця ліги, але надалі Боуден був постійним гравцем у наступних двох кампаніях, коли «Арсенал» виграв ще два титули чемпіона Англії. Граючи в основному на позиції інсайда, позаду Теда Дрейка, він забив 13 голів у сезоні 1933/34, що зробило його найкращим бомбардиром «Арсеналу» в лізі разом із Кліффом Бастіном, і 14 у сезоні 1934/35, у тому числі хет-трик у матчі проти «Ліверпуля» (8:1). Згодом Боуден з «Арсеналом» виграв Кубок Англії 1935/36 років, але на той час його гомілковостопний суглоб створював йому проблеми, що обмежувало його виступи за клуб у тому та наступному сезонах. Загалом він зіграв за «канонірів» 138 матчів і забив 48 голів.
До початку сезону 1937/38 років він, здавалося, відновився, зігравши десять матчів за перші два місяці кампанії, але його продали до клубу другого дивізіону «Ньюкасл Юнайтед» у листопаді 1937 року за 5000 фунтів стерлінгів. Боуден був регулярним гравцем «сорок» протягом наступних двох років. Коли професіональний футбол був припинений з початком Другої світової війни, 30-річний Боуден вирішив завершити кар'єру. Після війни він повернувся до Плімута, де разом із братом тримав спортивний магазин.

## Виступи за збірну
29 вересня 1934 року дебютував в офіційних матчах у складі національної збірної Англії проти Уельсу (4:0). Через два місяці він був одним із семи гравців «Арсеналу», які брали участь у переможному матчі Англії з рахунком 3:2 проти збірної Італії, переможця чемпіонату світу 1934 року, який отримав назву «Битва на Гайбері», під час якої він травмував гомілку.
Загалом протягом кар'єри в національній команді, яка тривала 3 роки, провів у її формі 6 матчів, забивши 1 гол, проти Уельсу в лютому 1936 року. Він також зіграв двічі за збірну Футбольної ліги.
Помер 23 вересня 1998 року на 90-му році життя в місті Плімут.

## Титули і досягнення
- Чемпіон Англії (2):

«Арсенал»: 1933/34, 1934/35
- Володар Кубка Англії з футболу (1):

«Арсенал»: 1935/36
- Володар Суперкубка Англії (2):

«Арсенал»: 1933, 1934